# Cora Pearl
Pour les articles homonymes, voir Pearl.
Cora Pearl est le pseudonyme d'Emma Élizabeth Crouch, née le 17 décembre 1836 à Plymouth et morte le 8 juillet 1886 à Paris, dans le 16e arrondissement. Célèbre demi-mondaine, elle a séduit la plus haute aristocratie au cours de la période du Second Empire, notamment le prince Napoléon et le duc de Morny.

## Biographie

### Jeunesse

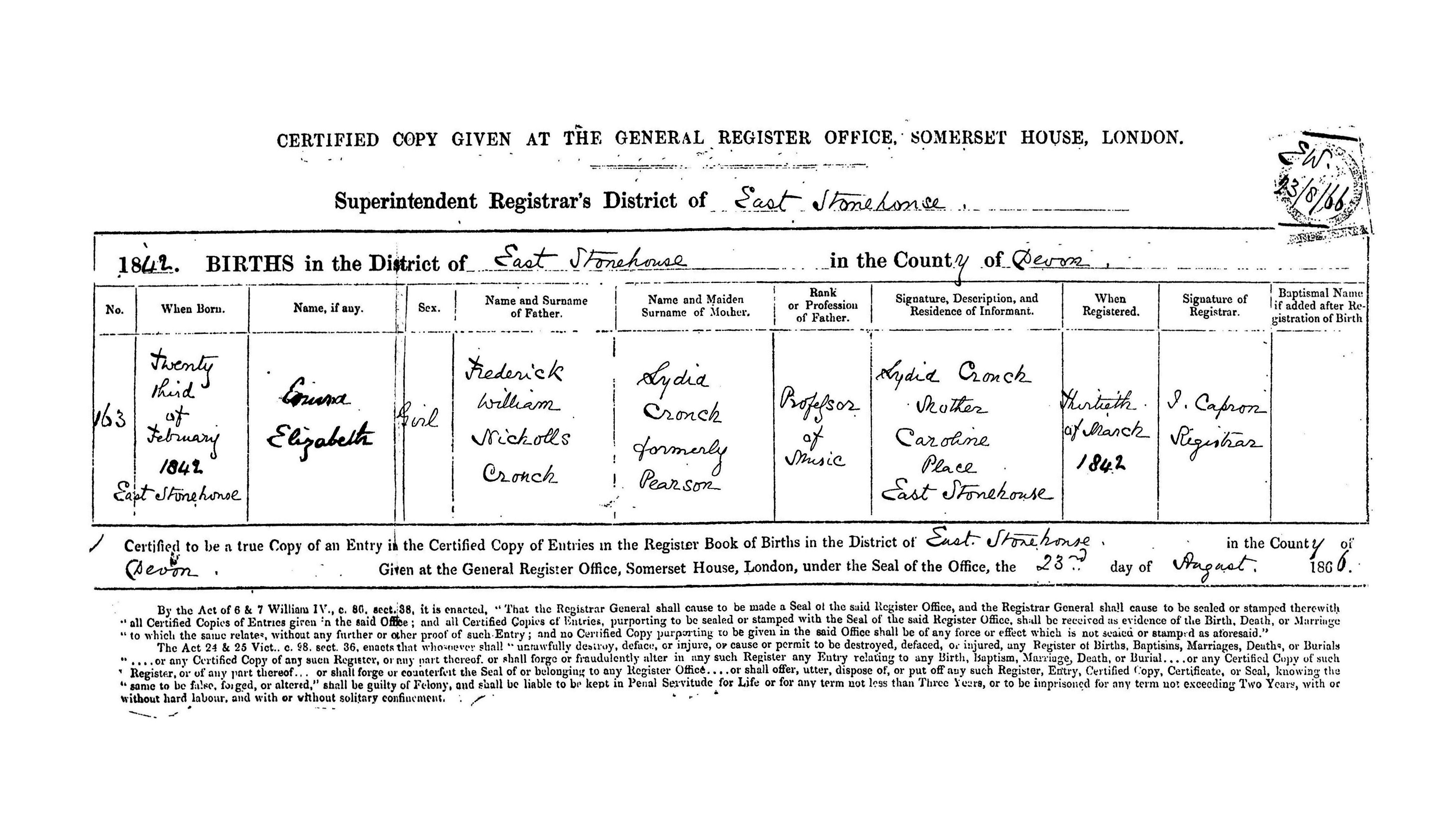
Copie falsifiée de l'acte de naissance par Cora Pearl. Le certificat original est celui de sa sœur cadette, Louisa Élizabeth Crouch, née à Plymouth (East Stonehouse) le 23 février 1841.

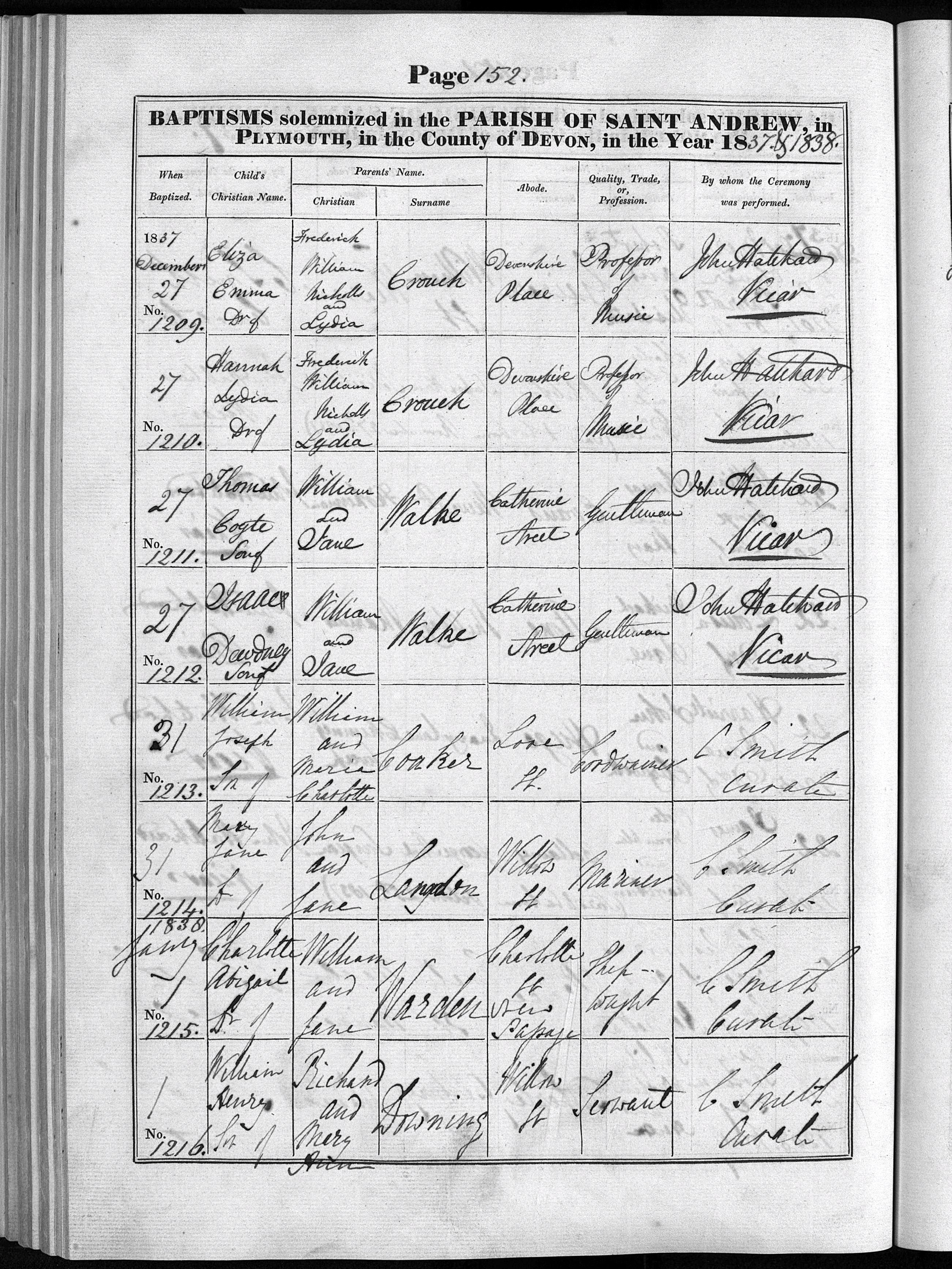
Actes de baptêmes de la paroisse de Saint Andrew à Plymouth, d'Éliza Emma Crouch et de sa sœur, Hannah Lydia, le 27 décembre 1837.

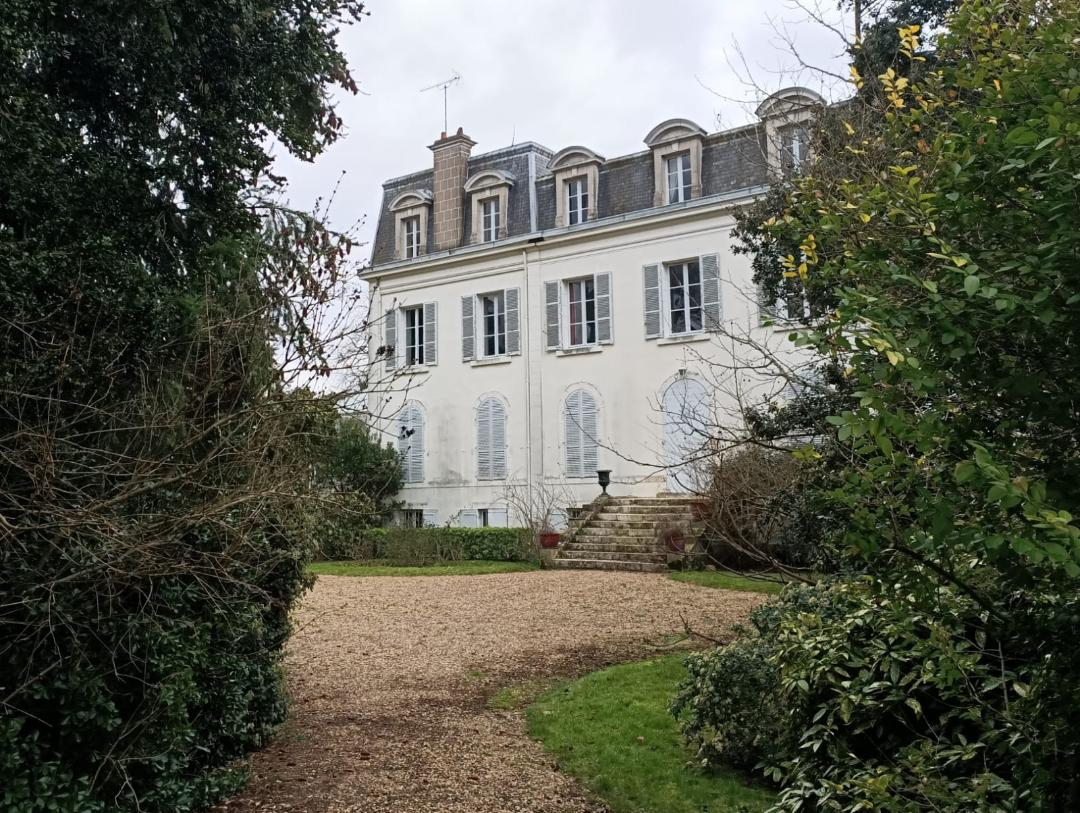
Château de Beauséjour à Olivet, dans la région du Loiret. Cora Pearl loue ce château en 1864 et elle en sera propriétaire de 1875 à 1885. C'est au début du XXe siècle que le château est doté d'un étage supplémentaire.

Éliza (Élizabeth) Emma Crouch est née à Plymouth le 17 décembre 1836, quelques mois seulement avant l'introduction de l'état civil en Angleterre et au Pays de Galles. Elle est baptisée le 27 décembre 1837 à l'église Saint Andrew de Plymouth avec sa sœur cadette, Hannah Lydia, née le 30 novembre 1837 dans la même commune. L'utilisation ultérieure par Cora Pearl de l'acte de naissance de son autre sœur Louisa Élizabeth, notamment dans la publication de ses Mémoires en 1886 — état civil qu'elle falsifie pour ressembler au sien — conduit à une confusion sur sa date de naissance pendant un siècle. Le certificat original de Louisa Élizabeth Crouch est daté du 23 février 1841. Cora Pearl réalise un faux grossier en remplaçant le premier prénom de Louisa en Emma, puis modifie l'année 1841 en celle de 1842.
Son père est le violoncelliste et compositeur Frederick Nicholls Crouch (1808-1896). Il épouse en 1832 à l'église Saint-Paul (Covent Garden), Lydia Pearson, professeure de chant. En avril 1841, Frederick Crouch retourne à Londres, laissant sa femme et ses filles à Plymouth. En 1843, il se remarie avec Élizabeth « Bessie » George et de cette seconde union sont nés deux enfants. Frederick Crouch abandonne de nouveau cette deuxième famille en 1849, très certainement pour fuir ses créanciers, et part aux États-Unis à New York pour exercer sa profession de musicien.
Afin de subvenir aux besoins de ses enfants, Lydia Pearson vit maritalement avec un nouveau compagnon, Richard William Littley, et décide d'envoyer sa fille Emma dans une école religieuse en France.
Elle est placée dans un pensionnat à Boulogne-sur-Mer pendant deux ans puis dans une autre institution à Calais, où elle reste sept ans. Par la suite, Emma séjourne deux ans chez sa grand-mère à Jersey, qui la place chez un modiste réputé à Londres. Dans cette maison, elle fait la connaissance du baron Oelsen et vit un an avec lui, avant de devenir la maîtresse d'un propriétaire de cabaret londonien, Robert Bignell, de dix ans son aîné. En mars 1858, Robert Bignell emmène Emma à Paris et lui fait découvrir les hauts lieux touristiques. Après un séjour d'un mois, Robert veut rentrer en Angleterre, mais Emma décide de rester en France car elle a bien d'autres projets.

### La courtisane

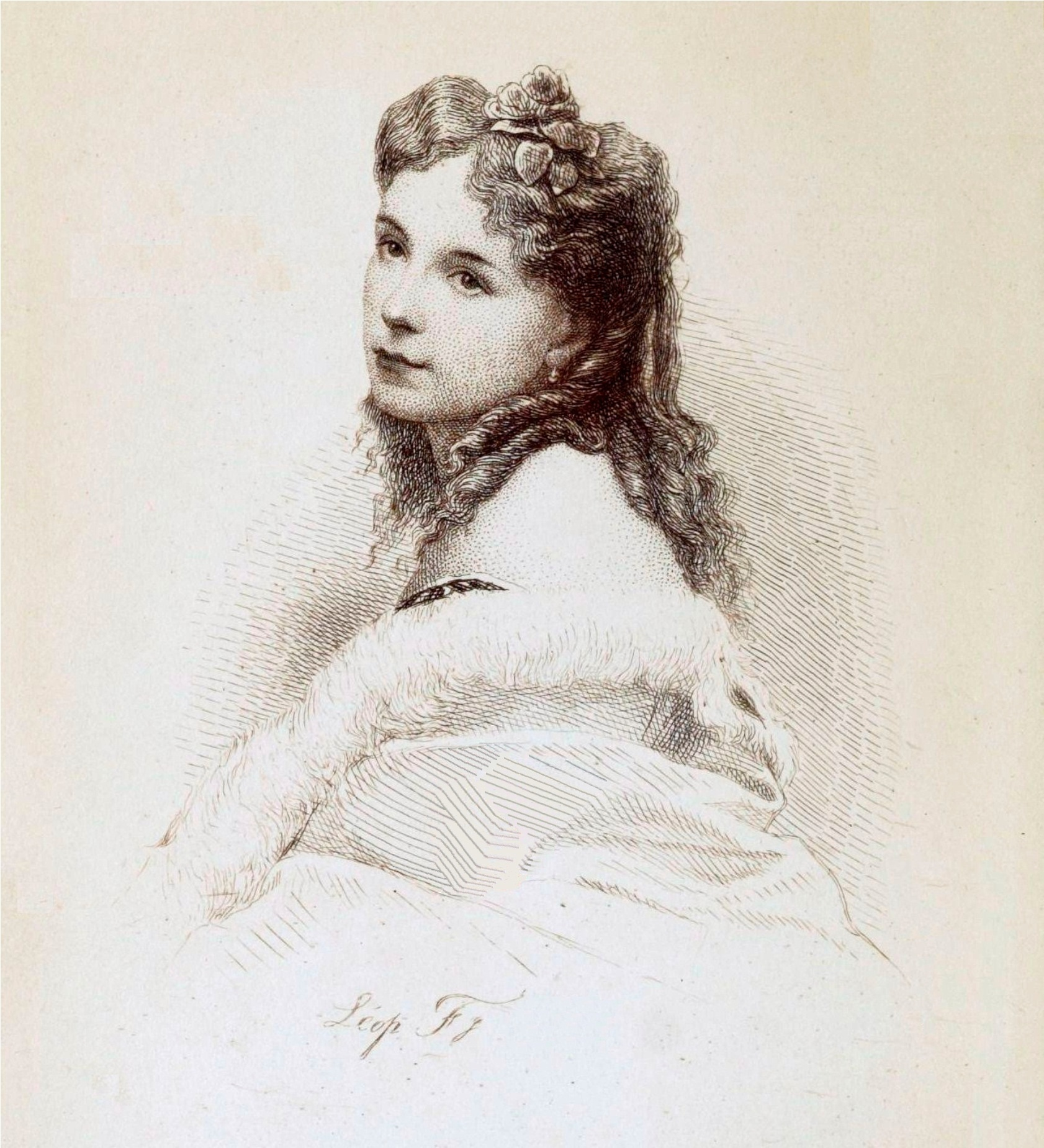
Portrait de Cora Pearl par Léopold Flameng en 1865. Collection privée.

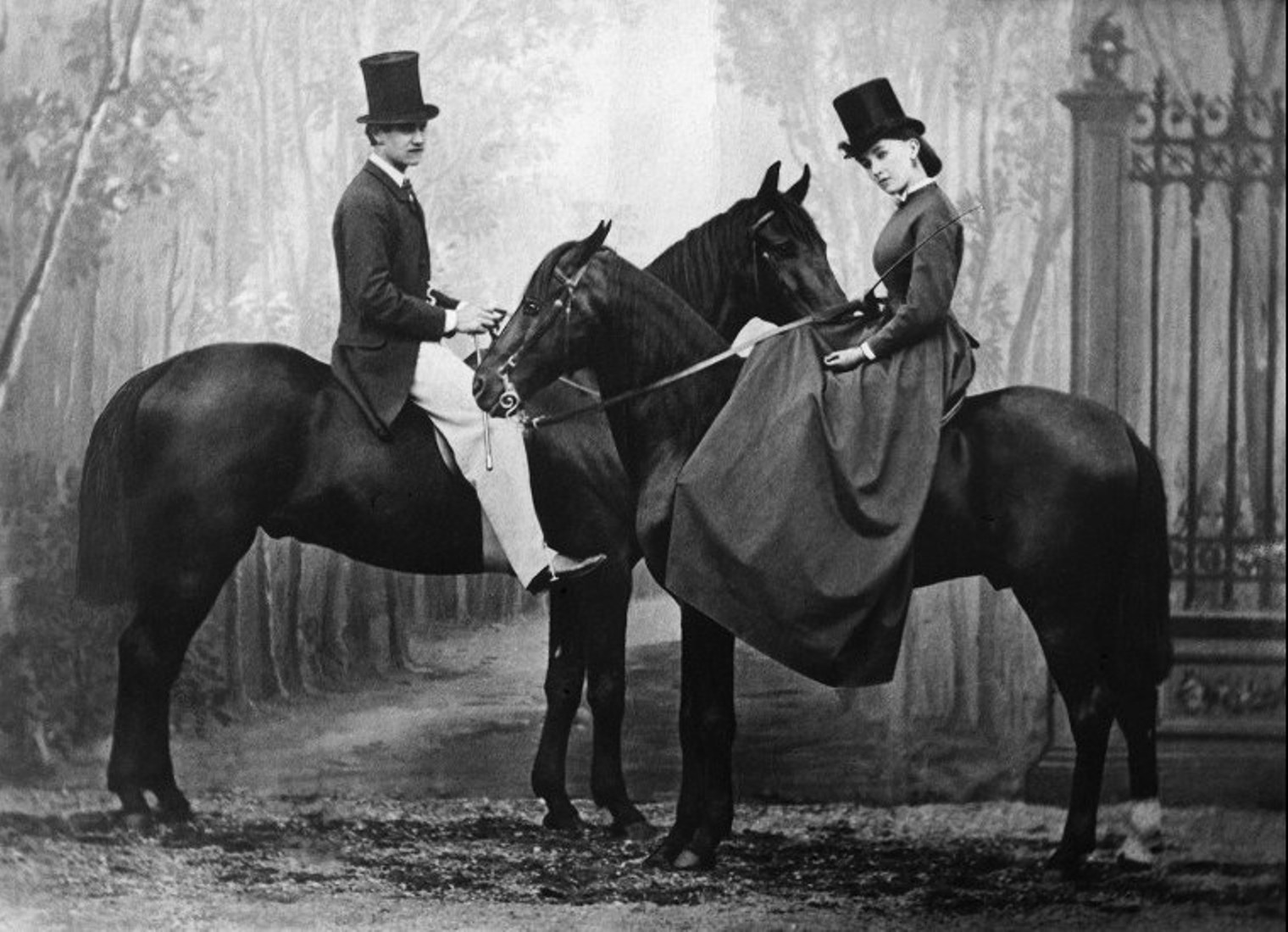
Le prince Achille Murat (1847-1895), fils du prince Lucien Murat, est très épris de Cora Pearl. Il lui aurait promis un acte de donation de deux cent mille francs pour le jour de son mariage.

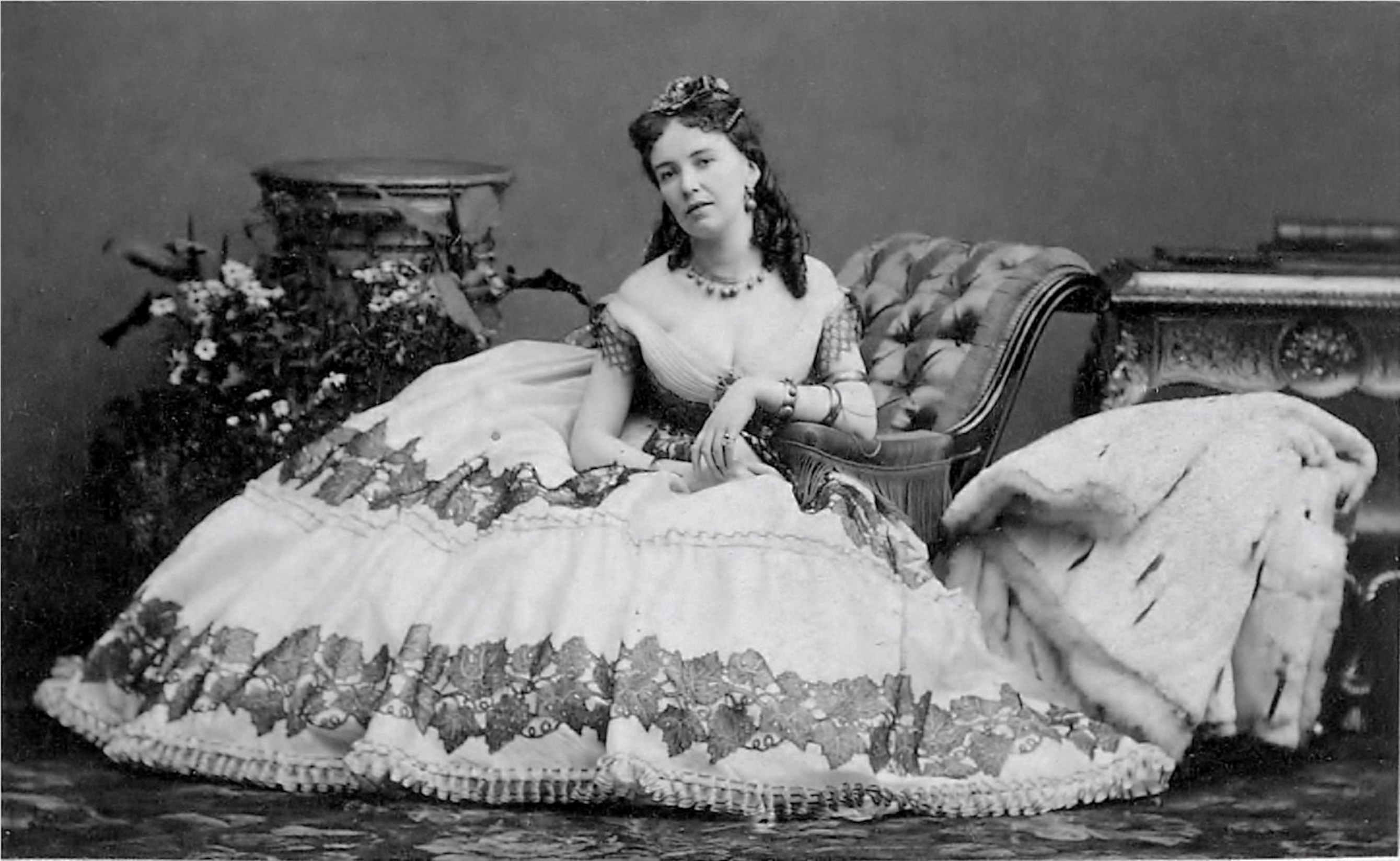
Cora Pearl en crinoline vers 1860 par Eugène Disdéri. Collection du Theater Museum de Vienne.

Emma choisit de devenir une « femme galante ». Elle aime les plaisirs charnels mais c'est avant tout, comme pour la plupart des demi-mondaines, le meilleur moyen de s'enrichir rapidement. Elle devient une femme entretenue au service d'un proxénète du nom de Roubise, qui lui procure de nombreuses relations. Elle prend l'habitude de tenir un registre de ses clients avec leurs noms, des détails intimes de leur vie privée et même des commentaires parfois assez crus sur leurs performances. Six ans après, Roubise meurt et Emma se retrouve libre. Elle s'installe au no 61 rue de Ponthieu dans un appartement qu'elle partage avec une amie, Mlle Carole Hassé.
Emma Crouch prend alors le pseudonyme de Cora Pearl. Elle rencontre par la suite le duc de Rivoli, Victor Masséna. Celui-ci lui présente, au cours d'une soirée à l'Opéra, le prince Achille Murat. Cora entretient une relation avec les deux hommes jusqu’en 1865, lorsque le prince doit partir pour l'Afrique sur l'ordre de l'empereur, pour rejoindre son nouveau régiment. Cora, qui se lasse du duc, poursuit néanmoins leur relation. Elle fait la connaissance du duc de Morny, le demi-frère de Napoléon III, en décembre 1864. Elle devient sa maîtresse, mais aussi son amie ainsi que celle de son épouse, la princesse Sophie. Grâce aux générosités d'Auguste de Morny, Cora est la locataire, fin 1864, du château de Beauséjour à Olivet, dans le Loiret ; elle en sera la propriétaire de 1875 à 1885. Elle organise dans son nouveau domaine des fêtes somptueuses et dépense des sommes astronomiques dans les travaux. Pour la décoration, le visiteur ne manque pas d'admirer les marbres, le cuivre et l'or à profusion. Elle fait même installer une vaste baignoire en bronze, gravée de son monogramme : trois C entrelacés.
Les extravagances de Cora ne se comptent plus. Elle prend par exemple un bain de champagne, ou elle fait teindre son caniche en bleu pour qu'il soit assorti à sa robe. Elle introduit également la mode du maquillage. Cora Pearl est surnommée « la grande horizontale », ou « le plat du jour ». Elle fréquente les restaurants à la mode, dont le Café Anglais, qui offre à sa clientèle des cabinets particuliers. La renommée de Cora est telle que le Tout-Paris raconte, : « à une occasion, elle s'était fait servir elle-même, étendue nue sur un immense plat d'argent, dans le célèbre cabinet numéro seize, dit le Grand Seize, au Café Anglais. Elle y aurait également dévoilé ses seins, lors d'un dîner entre femmes, ce qui laisse entendre qu'elle aimait à se mettre en avant pour le plaisir, et non pas nécessairement pour appâter le client ».

### L'apogée
Dix jours après la disparition du duc de Morny, le 10 mars 1865, Cora est abordée par le duc Emmanuel de Gramont-Caderousse, avec qui elle a une relation purement « professionnelle », jusqu’au 25 septembre 1865, date de son décès à Paris. Cette même année 1865, Cora rencontre le prince Napoléon, cousin de l’empereur. Il sera son amant plusieurs années durant. Le prince, en tant que bienfaiteur et protecteur, n'hésite pas à lui offrir deux splendides hôtels particuliers, l'un au no 101 rue de Chaillot (16e arrondissement) et l'autre, rue des Bassins (actuelle rue Copernic).
Les années 1865 à 1870 consacrent la période faste et l'apogée de Cora Pearl. Sa fortune s’accroît considérablement et comme la plupart des demi-mondaines, elle dilapide des sommes folles. Au cours de cette période, elle achète plus de soixante chevaux et dépense même pour l'un d'entre eux la somme de 90 000 francs. Elle justifie son appât du gain uniquement pour assurer le même train de vie imposé par la fréquentation des hommes les plus riches et les plus influents de l'Empire. La réussite des puissants se voyait dans la magnificence de leurs maîtresses. Cora Pearl se produit au théâtre des Bouffes-Parisiens, dans une production de 1867 d'Orphée aux Enfers, de Jacques Offenbach. Elle a hérité d'assez de talent musical pour interpréter le rôle de Cupidon et apparaît sur scène seulement vêtue de ses diamants. Chaque soir, un diamant tombe et roule, jamais elle ne le ramasse : c'est le pourboire des machinistes. Elle plaisait à l'empereur et on l'avait vue à ses côtés au bois, dans sa calèche.
|  |

### Le déclin

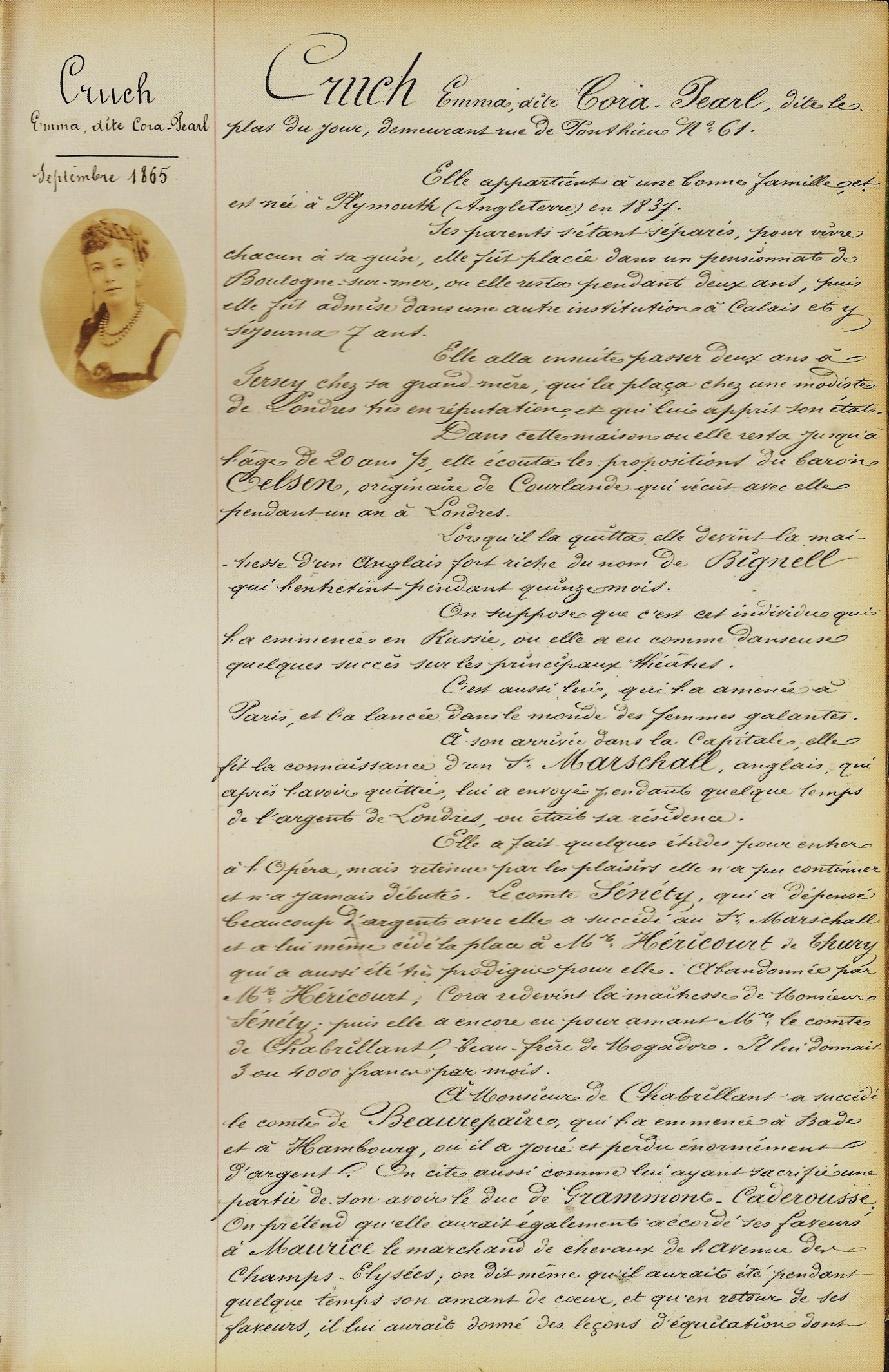
Extrait de la fiche de police d'Emma Crouch ou Cruch dite Cora Pearl, au mois de septembre 1865. La photographie est d'Eugène Disdéri.
Archives et musée de la préfecture de police de Paris.

La guerre franco-allemande éclate le 19 juillet 1870. Cora Pearl est présente au moment du siège de Paris. Elle transforme son hôtel rue de Chaillot en hôpital et s'improvise infirmière. L'effondrement de l'Empire amorce le déclin de Cora Pearl. Elle finit par quitter Paris et rentre finalement en Angleterre. Elle revient en France en 1871, au moment de la Commune. Cora Pearl est dans une situation précaire. Ce qui restait de sa fortune a financé la modification de son hôtel particulier en hôpital et elle se retrouve sans protecteur depuis son retour à Paris.

### L'affaire Duval
En 1872, Cora Pearl rencontre Alexandre Duval, riche entrepreneur. Son père, Adolphe-Baptiste Duval (1811-1870), avait fait fortune en ouvrant à Paris, les Bouillons Duval, une chaîne de restaurants à bon marché. À la mort de son père en 1870, Alexandre Duval est à la tête de douze restaurants dans la capitale. Alexandre, qui est âgé de vingt-cinq ans, devient l'amant de Cora qui en a alors trente-sept. Alexandre Duval possède une fortune personnelle en plus de son héritage familial. Cora Pearl ne  met cependant pas longtemps à ruiner le jeune restaurateur.
Duval paye l'entretien de son hôtel rue de Chaillot et d'une maison de campagne à Maisons-Laffitte. Il lui offre également des cadeaux : voitures, attelages et même un livre composé de cent billets de 1 000 francs reliés. Il contracte des dettes exorbitantes. Inexorablement, les finances viennent à manquer et la famille d'Alexandre décide de lui couper les vivres.
Cette nouvelle situation n'arrange pas les affaires de Cora qui, sans le moindre remords, met un terme à leur liaison et refuse de revoir Alexandre. Désespéré, Alexandre réussit à forcer la porte de Cora le 19 décembre 1872, malgré l'opposition des domestiques. Armé d'un révolver, il se dirige vers la chambre de Cora dont il suppose qu'elle se trouve avec un autre homme. Alexandre tire une première fois et ne blesse personne. Face à son échec, il retourne alors l'arme contre lui et se tire une balle dans le côté devant sa maîtresse. La tentative de suicide échoue, la blessure n'est pas mortelle. Cette histoire inspirera à Émile Zola, la tentative de suicide de Georges Hugon dans son roman, Nana.
Les conséquences de ce fait divers tragique ne se font pas attendre. Les autorités ordonnent l'expulsion du territoire de Cora Pearl. Deux jours après le drame, elle reçoit la visite d'un commissaire de police qui lui intime l'ordre de quitter la France sans délai. Cora loge d'abord chez une amie à Monte-Carlo, puis part pour Nice et enfin, Milan.
Son expatriation est de courte durée mais sa réputation ne se remet pas de cette frasque trop publique. Ses meubles et effets mobiliers de son hôtel rue de Chaillot sont saisis à la demande de ses créanciers. Cora Pearl porte plainte et reprend possession de ses biens dès 1873. Elle vend néanmoins sa propriété de Maisons-Laffitte dont le dernier visiteur n'est autre que le prince Napoléon, qui passe la nuit avec elle.

### Les dernières années

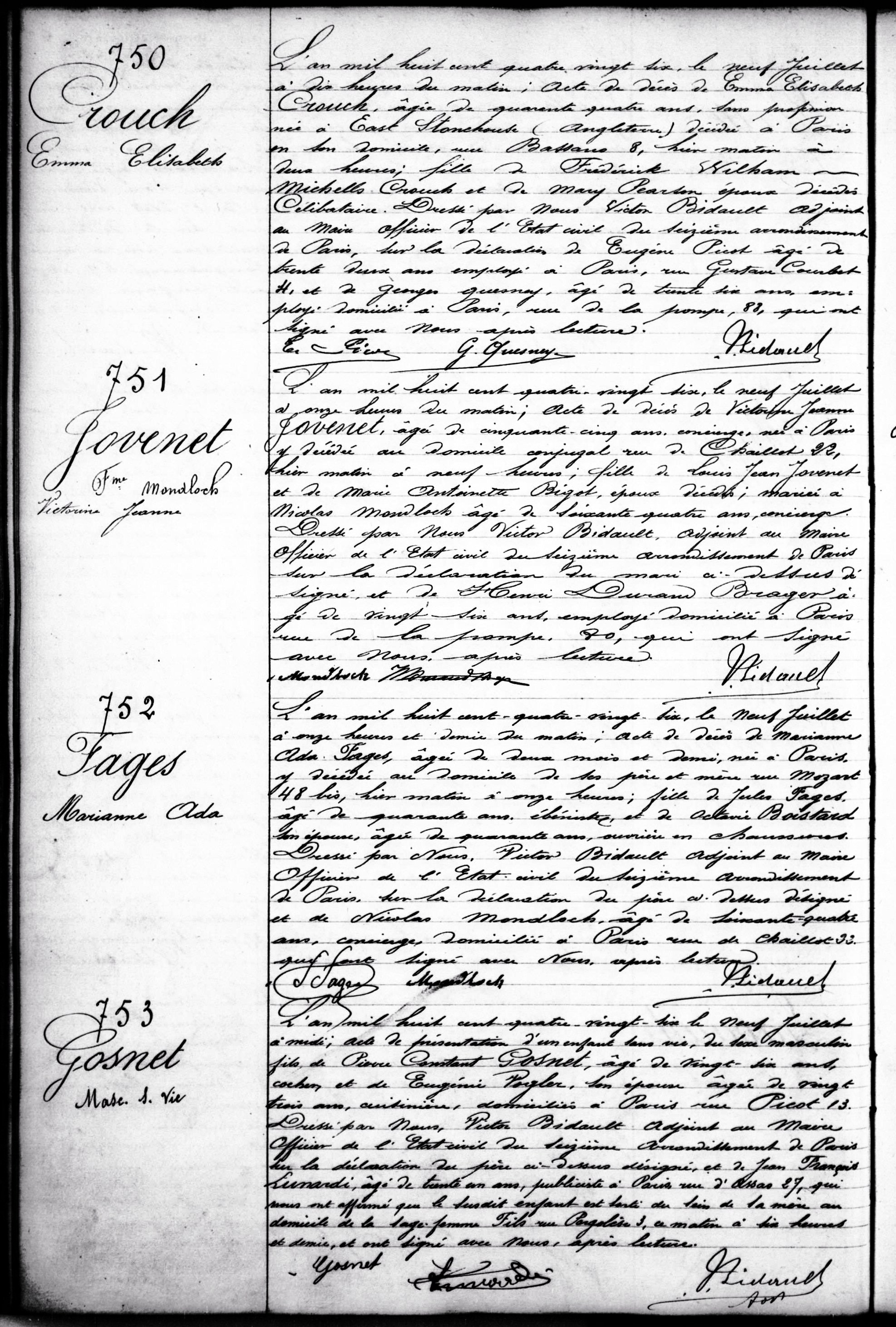
Registre d'état civil de Paris, année 1886, acte de décès n° 750, d'Emma Élizabeth Crouch.

Cora Pearl réussit à revenir à Paris, après son exil forcé et reprend les activités de ses débuts, la prostitution. Elle ne retrouvera jamais plus sa position dans la haute société et son existence de luxe. Cora met en vente à Drouot toute son argenterie en 1877, afin de s'acquitter de ses dettes. Elle se sépare également de son château de Beauséjour en 1885, déjà fortement hypothéqué.
Peu de temps après la publication de ses mémoires, Cora Pearl tombe gravement malade d'un cancer à l'estomac. En avril 1886, elle inaugure une nouvelle publication, Les Femmes du jour. Elle meurt en partie oubliée, au premier étage de son domicile parisien au 8 rue de Bassano dans le 16e arrondissement, le 8 juillet 1886.
Elle est inhumée dans une concession temporaire de cinq ans au cimetière des Batignolles. Trois mois plus tard, le reste de ses biens, lingerie, draps de lit, son unique collier de perles, son  portrait à cheval peint par Lansac, une cravache, une tenue d'amazone, sa bibliothèque de quatre-vingts livres et plusieurs perruques blondes, sont mis aux enchères.

« Je n'ai jamais trompé personne, car je n'ai jamais été à personne. Mon indépendance fut toute ma fortune : je n'ai pas connu d'autre bonheur. »

— Cora Pearl, citation extraite de ses Mémoires, 1886.

## Œuvre
- Cora Pearl et Pierre de Lano, Mémoires de Cora Pearl, Paris, Éditions Jules Lévy, 1er janvier 1886, 360 p. (BNF 31071297, lire en ligne).

#### Notices et ressources
- Ressource relative aux beaux-arts :   - National Portrait Gallery
- Notices dans des dictionnaires ou encyclopédies généralistes :   - Collective Biographies of Women
  - Oxford Dictionary of National Biography
- Notices d'autorité :   - VIAF
  - ISNI
  - BnF (données)
  - IdRef
  - LCCN
  - GND
  - Italie
  - Espagne
  - Pays-Bas
  - Pologne
  - Israël
  - NUKAT
  - Suède
  - WorldCat